# The New Adventures of Perry Mason
The New Adventures of Perry Mason (anche The New Perry Mason o semplicemente Perry Mason) è una serie televisiva statunitense in 15 episodi trasmessi per la prima volta nel corso di una sola stagione dal 1973 al 1974.
Fu il tentativo di rilanciare, a sette anni di distanza dalla chiusura della serie originale Perry Mason, una nuova serie con il personaggio di Perry Mason, il brillante avvocato della difesa inventato da Erle Stanley Gardner.
La serie è stata trasmessa dalla CBS, la stessa rete che aveva trasmesso la serie originale, dal 1973 al 1974, per un totale di 15 episodi.
Pur mantenendo gli stessi personaggi della serie originale, gli attori erano quasi tutti diversi.

## Personaggi e interpreti
- Perry Mason (15 episodi, 1973-1974), interpretato da	Monte Markham.
- Della Street (15 episodi, 1973-1974), interpretata da	Sharon Acker.
- Paul Drake (15 episodi, 1973-1974), interpretato da	Albert Stratton.
- Hamilton Burger (14 episodi, 1973-1974), interpretato da	Harry Guardino.
- Tenente Arthur Tragg (14 episodi, 1973-1974), interpretato da	Dane Clark.
- Gertrude Lade (4 episodi, 1973), interpretata da	Brett Somers.
- Giudice (2 episodi, 1973), interpretato da	Whit Bissell.
- Giudice (2 episodi, 1973-1974), interpretato da	John Howard.